# أندري باناديتش
أندري باناديتش (بالكرواتية: Andrej Panadić)‏ ولد 9 مارس 1969 في زغرب، جمهورية يوغوسلافيا الاشتراكية الاتحادية، هو لاعب كرة قدم كرواتي سابق كان يلعب كمدافع. سبق له أن لعب في كأس العالم لكرة القدم مع منتخب بلاده. لعب خلال مسيرته 410 مباريات سجل خلالها 30 هدفاً.

## المسيرة الاحترافية

### أندية لعب لها
- نادي دينامو زغرب
- نادي هامبورغ الرياضي
- شتورم غراتس
- ناغويا غرامبوس

## روابط خارجية
- أندري باناديتش على موقع الاتحاد الدولي (مؤرشف)  (الإنجليزية)
- أندري باناديتش على موقع رابطة كرة القدم اليابانية للمحترفين (اليابانية)
- أندري باناديتش على موقع قاعدة بيانات كرة القدم.إي يو (الإنجليزية)
- أندري باناديتش على موقع ناشيونال فوتبول تيمز (الإنجليزية)
- أندري باناديتش على موقع Soccerway.com (الإنجليزية)
- أندري باناديتش على موقع عالم كرة القدم.نت (الإنجليزية)